# Eugene Clapp
Eugene Clapp, né le 19 novembre 1949 à Brookline (Massachusetts), est un rameur d'aviron américain. 

## Carrière
Eugene Clapp participe aux Jeux olympiques de 1972 à Munich et remporte la médaille d'argent avec le huit américain composé de Franklin Hobbs, Peter Raymond, Timothy Mickelson, Lawrence Terry, William Hobbs, Cleve Livingston, Michael Livingston et Paul Hoffman.